# Liste der Biografien/Toh
Liste der Biografien |
Portal Biografien |
Personensuche
# |
A |
B |
C |
D |
E |
F |
G |
H |
I |
J |
K |
L |
M |
N |
O |
P |
Q |
R |
S |
T |
U |
V |
W |
X |
Y |
Z |
?
 
Ta |
Tc |
Te |
Tf |
Tg |
Th |
Ti |
Tj |
Tk |
Tl |
Tm |
To |
Tq |
Tr |
Ts |
Tu |
Tv |
Tw |
Tx |
Ty |
Tz
 
Toa |
Tob |
Toc |
Tod |
Toe |
Tof |
Tog |
Toh |
Toi |
Toj |
Tok |
Tol |
Tom |
Ton |
Too |
Top |
Toq |
Tor |
Tos |
Tot |
Tou |
Tov |
Tow |
Tox |
Toy |
Toz
Die Liste der Biografien führt alle Personen auf, die in der deutschsprachigen Wikipedia einen Artikel haben. Dieses ist eine Teilliste mit 16 Einträgen von Personen, deren Namen mit den Buchstaben „Toh“ beginnt.

## Toh
- Toh Lian Han (* 1972), singapurischer Poolbillardspieler
- Toh Shao Xuan, singapurische Handballspielerin
- Toh, Ee Wei (* 2000), malaysische Badmintonspielerin

### Toha
- Tohá, Carolina (* 1965), chilenische Politikerin
- Tohá, José (1927–1974), chilenischer Journalist und Politiker
- Tohari, Imam (* 1976), indonesischer Badmintonspieler

### Tohe
- Tōhei, Kōichi (1920–2011), japanischer Aikidō-Lehrer

### Tohn
- Tohn, Jackie (* 1980), US-amerikanische Schauspielerin und MusikerinJackie Tohn (* 1980)

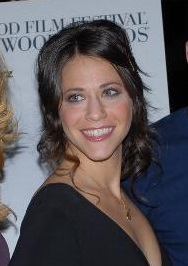
Jackie Tohn (* 1980)

### Toht
- Tohti, Ilham (* 1969), chinesisch-uigurischer Wirtschaftswissenschaftler und Regimekritiker
- Tohtu († 1312), Khan der Goldenen Horde

### Tohu
- Tohu, Vorfahre des Propheten Samuel
- Tohumcu, Aydın (1943–2003), türkischer Fußballspieler und -trainer
- Tohumcu, Umut (* 2004), deutsch-türkischer Fußballspieler
- Tohusow, Wolodymyr (* 1966), sowjetischer bzw. ukrainischer Ringer

### Tohv
- Tohver, Kristo (* 1981), estnischer Fußballschiedsrichter
- Tohvri, Erik (1933–2020), estnischer Schriftsteller